# Рашевська Наталія Сергіївна
Наталія Сергіївна Рашевська (нар. 26 жовтня 1893, Даугавпілська фортеця (нині Даугавпілс, Латвія), Російська імперія — пом. 18 березня 1962, Ленінград, СРСР) — російська акторка театру і кіно, режисерка, сценаристка, театральна педагогиня. Народна артистка РРФСР (1957).

## Біографія
Наталія Рашевська народилась 1893 року в родині офіцера С. О. Рашівського, загиблого при Порт-Артурі в ході російсько-японської війни. Наталя була другою дитиною, у неї був старший брат Володимир і молодша сестра Зінаїда (дружина Великого князя Бориса Володимировича Романова).
У 1914 році Наталія закінчила драматичні курси при Петербурзькому імператорському театральному училищі і була прийнята в трупу Александрінського театру.
У 1917—1918 роках грала на сцені петроградського Театру Незлобіна, в 1918 році відвідувала Театральну студію під керівництвом В. Е. Меєрхольда. У 1918—1920 Н. С. Рашевська працювала в Театрі драми Петрозаводська і в Костромі.
У 1921 році повернулася в Академічний театр драми імені О. С. Пушкіна (Александринський театр), де працювала до кінця життя, зокрема і як режисерка. Одночасно ставила спектаклі в інших ленінградських театрах.
У 1946—1950 рр. паралельно з роботою в Театрі драми ім. О. С. Пушкіна була художньою керівницею Великого драматичного театру ім. М. Горького (нині Великий драматичний театр імені Г. А. Товстоногова). На цій сцені Н. С. Рашевська поставила вистави «Серце не камінь» О. М. Островського (1945), «Вороги» (1948), «Єгор Буличов та інші» (1949) і «Достігаєв та інші» (1951) за п'єсами О. М. Горького, «Обрив» за І. О. Гончаровим (1956).
Похована на Богословському кладовищі в Санкт-Петербурзі.

## Ролі в театрі
- 1922 — «Ельга» Ґ. Гауптмана — Дортка
- 1922 — «Тереза Ракен» за Е. Золя — Сюзанна
- 1923 — «Антоній і Клеопатра» В. Шекспіра — Харміана
- 1923 — «Ідеальний чоловік» О. Вайлда — Міссі Марчмонд
- 1923 — «Канцлер і слюсар» А. В. Луначарського — Клерхен
- Маргарет («Скандалістка» Б. Шоу, 1924),
- Миррина («Лісістрата» Арістофана, 1924),
- Керубіно («Одруження Фігаро» П. Бомарше, 1924),
- Саша («Живий труп» Л. М. Толстого, 1924),
- 1925 — «Не було ні гроша, та раптом алтин» О. М. Островського — Настя
- Грета («Еуген Нещасний» Е. Толлера, 1925),
- Роза Бергман ("Кінець Криворильска Б. Ромашова, 1926),
- Емілія («Отелло» В. Шекспіра, 1927),
- Олександра Єпанчіна («Ідіот» за Ф. М. Достоєвським),
- Варя («Бронепоїзд 14-69» Вс. Іванова, 1927),
- Соня Суріц («Висоти» за Ю. Либединським, 1929),
- Ірина («Вогненний міст» Б. Ромашова, 1929),
- Ліа Компас («Деец» В. Газенклєвера, 1929),
- Юля Лозовська («Дивак» А. Афіногенова, 1930),
- Олена («Страх» А. Афіногенова, 1931),
- Берта («Суд» В. Киршона, 1933),
- Флоренс («Вершини щастя» за Дж. Дос-Пассосу, 1934),
- Маруся («Портрет» А. Афіногенова, 1934),
- Оксана («Загибель ескадри» О. Корнійчука, 1935),
- Аксюша («Ліс» М. Островського, 1936),
- Тайга («Банкір» О. Корнійчука, 1937),
- Матір («Мати» К. Чапека, 1939),
- Ліза («Дворянське гніздо» за І. Тургенєвим, 1941),
- Олена («Напередодні» А. Афіногенова, 1942),
- Емілія («Отелло» В. Шекспіра, 1944),
- Олена Андріївна («Дядя Ваня» А. Чехова, 1946),
- Ліза (Живий труп Л. Толстого, 1950),
- Гертруда («Гамлет» В. Шекспіра, 1954),
- Малютіна («Персональна справа» А. Штейна, 1955),
- Кисельникова («Безодня» М. Островського, 1955),
- Констанс Такерман («Осінній» сад Л. Геллмана, 1957),
- Стара жінка («Оптимістична трагедія» В. Вишневського, 1959) і ін
- «Той, хто отримує ляпаса» Андрєєва — Консуелла

## Режисерка
- 1936 — «Блакитний фазан» Е. Топпеліуса (Ленінградський ТРАМ). Інші постановки:
- 1938 — «Глибока провінція» М. Свєтлова (Ленінградський ТЮГ)
- 1938 — «Казка» М. Свєтлова (Ленінградський ТЮГ)
- 1938 — «Біліє парус одинокий» за В. Катаєвим (Ленінградський ТЮГ)
- 1938 — «Заміжня наречена» А. Шаховського, М. Хмельницького, О. С. Грибоєдова (Ленінградський театр комедії)
- 1941 — «Той, кого шукали» А. Раскіна і В. Слобідського (Ленінградський театр комедії).
- 1941 — «Горе від розуму» О. С. Грибоєдова (Академічний театр драми ім. О. С. Пушкіна, разом з Л. Вівьєном).
- 1945 — «Серце не камінь» О. М. Островського
- 1948 — «Вороги» О. М. Горького (БДТ ім. Горького; записаний на «Ленфільмі» в 1953 році)
- 1949 — «Єгор Буличов та інші» О. М. Горького (БДТ ім. М. Горького)
- 1951 — «Достігаєв та інші» О. М. Горького (БДТ ім. М. Горького; записаний на «Ленфільмі» в 1959 році)
- 1956 — «Обрив» за І. А. Гончарову (БДТ ім. М. Горького)

## Фільмографія
- 1937 «Великий громадянин» — Ольга (епізодична роль у першій серії)
- 1954 «Зелений діл» — актриса
- 1954 «Кортик» — Марія Гаврилівна Терентьєва
- 1958 «Батьки і діти» — режисерка, авторка сценарію
- 1958 «Безодня» — актриса

## Родина
Вперше одружилася до жовтневого перевороту з військовим льотчиком Федором Колчиним, в 1914 році народила дочку Наталю. Дочка, так само як і брат і сестра, жила у Франції, де одружилась з бароном Гаетаном де Роне.
Згодом Н. С. Рашевська одружилася з режисером Миколою Петровим. У цьому шлюбі народила сина Сергія.